# 김푸름
김푸름(1994년 5월 6일 ~ )은 대한민국의 가수이다.

## 학력
- 강경여자중학교
- 한림연예예술고등학교 실용음악과

## 음반
- 2013년 Gift
- 2013년 안돼
- 2014년 깜찍이
- 2014년 그대 콩깍지
- 2014년 미워요
- 2014년 푸름 콩깍지